# 洛林TGV站
洛林TGV站是法国的一个铁路车站，位于法国摩泽尔省的路维尼市镇范围内，因地处原洛林大区境内而得名。该站的主要服务对象是南锡和梅斯两座城市，以及卢森堡。

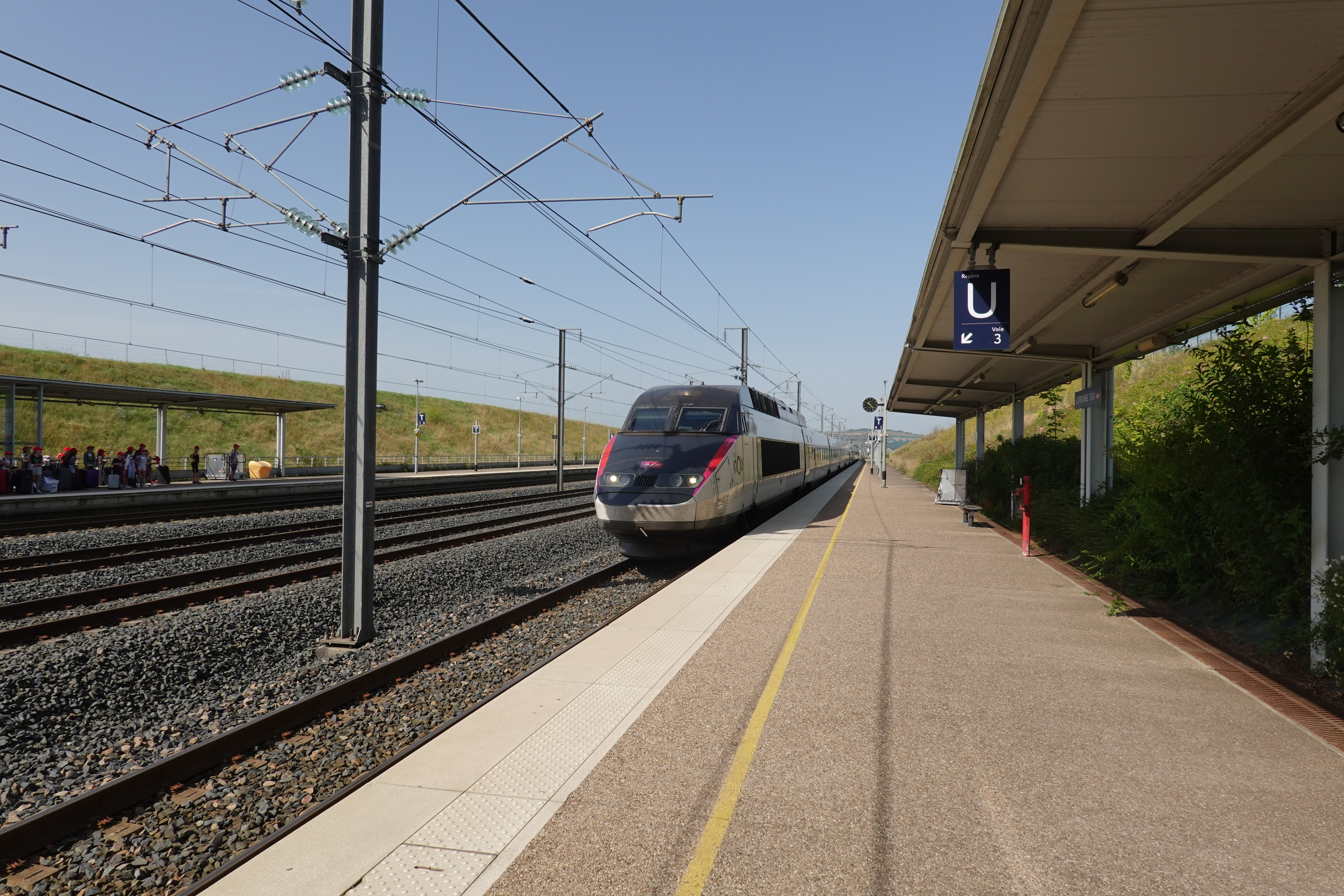
月台 (2024年7月)

## 位置
洛林TGV站位于摩泽尔省境内。车站大致呈东西走向，开口朝北。车站北距梅斯（Metz）28公里，南距南锡（Nancy）36公里，法国国家A31号高速公路（博讷—卢森堡边境）经过该站西侧。洛林铁路局（SNCF TER Lorraine）开行了摆渡巴士（Bus Navette），以方便在洛林TGV站上下车的旅客前往梅斯和南锡。

## 车站选址
洛林TGV站的建设与南锡和梅斯之间的争论有关。由于这两座城市呈南北分布，均属于区域性的大城市，且实力不相上下，而法国高速铁路东线却是一条东西走向的铁路，不可能同时经过南锡和梅斯。经过十余年的讨论，两地政府及当时的洛林大区委员最终采用了折中方案，即在南锡与梅斯之间修建了一个高铁站。而路维尼又距离南锡机场较近，可在一定程度上扩大辐射面，提高使用效率。最终，洛林TGV站选址于此。
由于南锡和梅斯本身都有始发前往巴黎的TGV列车，因此洛林TGV站仅有极少量前往巴黎的列车。

## 停靠线路
以下列车线路在洛林TGV站停靠：
| 洛林TGV站列车线路表      |      |              |            |              |
| 线路                     | 车种 | 上一站       | 下一站     | 大致运行频率 |
| 巴黎—法兰克福            | ICE  | 巴黎东       | 萨尔布吕肯 | 每天1趟      |
| 戴高乐机场—斯特拉斯堡    | TGV  | 默兹TGV      | 斯特拉斯堡 | 每天3趟左右  |
| 布鲁塞尔/里尔—斯特拉斯堡 | TGV  | 香槟-阿登TGV | 斯特拉斯堡 | 每天2趟左右  |
| 雷恩—斯特拉斯堡          | TGV  | 香槟-阿登TGV | 斯特拉斯堡 | 每天1趟      |
| 南特—斯特拉斯堡          | TGV  | 香槟-阿登TGV | 斯特拉斯堡 | 每天1趟      |
| 波尔多—斯特拉斯堡        | TGV  | 香槟-阿登TGV | 斯特拉斯堡 | 每天3趟左右  |
| 波尔多—斯特拉斯堡        | TGV  | 默兹TGV      | 斯特拉斯堡 | 每天1趟      |
| 1.                       |      |              |            |              |

## 配套交通

### 城际客运
洛林TGV站对应的大巴车上下车地点位于车站门口，停靠该处的大巴车路线包括：
- 洛林TGV站 ↔ 梅斯城站（Gare de Metz Ville），每天平均10趟，直达，行驶时间大约30分钟。
- 洛林TGV站 ↔ 南锡城站（Gare de Nancy Ville），每天平均10趟，直达，行驶时间大约35分钟。
- 洛林TGV站 ↔ 卢森堡，每天7趟，经停乌瓦勒停车场（P&R Houwald），全程行驶时间大约1小时20分钟。该线路由卢森堡铁路公司（CFL）开行，需要提前预定车票。

### 机场
洛林TGV站东北大约7公里处即梅斯-南锡-洛林国际机场（Aéroport Metz-Nancy-Lorraine，简称梅斯机场）。该机场开行前往马赛、里昂、图卢兹、阿雅克肖以及阿尔及尔、马拉喀什、卡萨布兰卡等国内外航线。

### 社会车辆
洛林TGV站门口设有露天停车场。

## 临近车站
| 洛林TGV站（Gare de Lorraine TGV）                                                  |                  | |
| 上行车站                                                                           | 线路             | 下行车站 |
| 默兹TGV站←                                                                         | 法国高速铁路东线 | ↗（联络线）→埃尔尼站→……→福尔巴克站→（德国境内） →（正线）（东线二期工程）→旺登海姆站⇒……⇒斯特拉斯堡站 ↘（联络线）→莫杭日站 |
| - 注："⇐"或"⇒"为共线路段；灰色字体为非本线车站或路段；本表仅显示运营中的线路及车站 |                  | |